# لولو (فیلم ۱۹۱۴)
لولو (ایتالیایی: Lulu) یک فیلم صامت محصول سینمای ایتالیا به کارگردانی آگوستو جنینا است که در سال ۱۹۱۴ منتشر شد. از بازیگران آن می‌توان به روجرو روجری و پینا منیکلی اشاره کرد.